# 碩裸菊網蝽
碩裸菊網蝽（学名：Tingis veteris）为網蝽科菊網蝽屬下的一个种。